# Іванченко Михайло Михайлович
Михайло Іванченко (рос. Михаил Михайлович Иванченко; нар. 11 жовтня 1977, Московська область, РРФСР) — російський борець греко-римського стилю і тренер, чемпіон, срібний та бронзовий призер чемпіонатів Європи, дворазовий переможець Кубків світу. Заслужений майстер спорту Росії.

## Біографія
Народився і живе в Московській області. Боротьбою почав займатися з 1989 року. Виступав за Академію спортивних єдиноборств, Російську Армію, Москва і СК «Витязь», Подольськ. Чемпіон Росії (2001, 2003). У збірній команді Росії з 1997 року. Після закінчення активних виступів на спортивному килимі перейшов на тренерську роботу. У 2001 році закінчив Російський державний університет фізичної культури, спорту, молоді та туризму за спеціальністю тренер-викладач з греко-римської боротьби та аспірантуру цього закладу, після чого працює в ньому на посаді старшого викладача спеціалізації Т і М греко-римської боротьби. Кандидат педагогічних наук. Старший тренер збірної команди Росії з боротьби. За успішну підготовку спортсменів, котрі домоглися високих спортивних досягнень на Іграх XXX Олімпіади 2012 року в м Лондоні нагороджений Почесною грамотою Президента Російської Федерації.

## Спортивні результати на міжнародних змаганнях

### Виступи на Чемпіонатах Європи
| Змагання                         | Збірна | Вагова категорія                 | Місце  |
| -------------------------------- | ------ | -------------------------------- | ------ |
| Чемпіонат Європи з боротьби 2001 | Росія  | греко-римська боротьба, до 69 кг | Срібло |
| Чемпіонат Європи з боротьби 2004 | Росія  | греко-римська боротьба, до 74 кг | Золото |
| Чемпіонат Європи з боротьби 2007 | Росія  | греко-римська боротьба, до 74 кг | Бронза |

### Виступи на Кубках світу
| Змагання                    | Збірна | Вагова категорія                 | Місце  |
| --------------------------- | ------ | -------------------------------- | ------ |
| Кубок світу з боротьби 2001 | Росія  | греко-римська боротьба, до 69 кг | Золото |
| Кубок світу з боротьби 2003 | Росія  | греко-римська боротьба, до 74 кг | Золото |
| Кубок світу з боротьби 2007 | Росія  | греко-римська боротьба, до 74 кг | 4      |
| Кубок світу з боротьби 2008 | Росія  | греко-римська боротьба, до 74 кг | 7      |

### Виступи на інших змаганнях
| Змагання                                                  | Збірна | Вагова категорія                 | Місце  |
| --------------------------------------------------------- | ------ | -------------------------------- | ------ |
| Кубок Вантаа з боротьби 1996                              | Росія  | греко-римська боротьба, до 68 кг | Бронза |
| Тестовий турнір FILA 1998                                 | Росія  | греко-римська боротьба, до 69 кг | Бронза |
| Чемпіонат світу з боротьби серед студентів 2000           | Росія  | греко-римська боротьба, до 69 кг | Золото |
| Чемпіонат світу з боротьби серед військовослужбовців 2002 | Росія  | греко-римська боротьба, до 74 кг | Золото |
| Турнір Дана Колова — Николи Петрова 2007                  | Росія  | греко-римська боротьба, до 74 кг | 7      |
| Турнір Івана Піддубного 2008                              | Росія  | греко-римська боротьба, до 74 кг | Бронза |
| Турнір Дана Колова — Николи Петрова 2008                  | Росія  | греко-римська боротьба, до 74 кг | Золото |